# 琴井しほり
琴井 しほり（ことい しほり、1992年4月7日 - ）は、日本の元AV女優。三重県出身。Mine'S（マインズ）所属。ファンの名称は琴井組しほ会。

## 経歴
社交的な小学生だったが、中学以降は歴史上の人物に興味を持ち、書物や文献を読むのが好きになり読書家となる。その後いろいろなことに興味を持ち、2019年8月19日、単体女優としては比較的遅い27歳でAV女優デビュー。そのきっかけは「いろいろあって」と濁している。デビュー以後も一般職は続けている。
その後、ウェブサイト「しらべぇ」のインタビューでデビューのきっかけがストリップ鑑賞であることを告白した。
2020年4月、専属レーベルをアタッカーズへ移籍することを発表。またデビューのきっかけであるストリップデビューが発表された（浅草ロック座にて5月1日から20日までを予定、その後6月11日から30日に変更）。
2020年4月発売の『‘嫁ニー’をきっかけに妻の性欲が再燃…愛と情欲が燃え上がる2年ぶりの絶倫性交 琴井しほり』（エスワン）がスマッシュヒットし、のちに日本テレビ『月曜から夜ふかし』でも取り上げられた。
2022年5月23日、自身のTwitterにて同年6月発売の作品を以ってAV女優を引退する事を発表。

## 人物
趣味は読書、お茶、映画鑑賞、散歩。お茶は茶道ではなく自分に合った紅茶や中国茶を探すこと。
初体験は17歳の頃。相手は30代半ばの男性。
性格は自身で説明するところによると、好奇心旺盛だが、人見知り。
名前の由来はマネージャーと事務所の人たちと相談しながら決めて語呂と響きが良いことから。性感帯は喉奥で「オチンチンが喉に入ってるその行為というか、世界というか、そこに集中できるみたいな、埋め尽くされるみたい」と述べている。

## 作品

### アダルトビデオ
2019年
- 新人NO.1STYLE 琴井しほりAVデビュー（8月19日、エスワン）[15]
- 27歳 奇跡のアラウンドサーティー琴井しほり本領発揮！敏感クビレBODYめちゃイキ連発！初体験3本番スペシャル（9月19日、エスワン）
- 交わる体液、濃密セックス 完全ノーカットスペシャル 琴井しほり（10月19日、エスワン）
- 27歳 奇跡のアラウンドサーティー完堕ち あばらが浮くほど大絶頂！巨根ポルチオ責め膣中オーガズム 琴井しほり（11月19日、エスワン）
- ‘義父’だから拒絶できず夫のすぐ傍で毎晩犯●れイカされ続けています… 琴井しほり（12月19日、エスワン）

2020年
- 極細ボディ絶頂痙攣絶叫 エグい程の超ピストン突貫 琴井しほり（1月19日、エスワン）
- 【痛恨NTR】 ＜ネトラセ＞ていた愛妻が本当に＜ねとられ＞てしまった出張中の3日間 琴井しほり（2月19日、エスワン）
- 小柄で色白な彼女が巨漢先輩の圧迫馬乗りプレス性交で寝取られ快楽堕ち 琴井しほり（3月19日、エスワン）[16]
- ‘嫁ニー’をきっかけに妻の性欲が再燃…愛と情欲が燃え上がる2年ぶりの絶倫性交 琴井しほり（4月19日、エスワン）[10]
- 夫には絶対に言えません、お義父さんに毎日抱かれているなんて…。 イキ狂い完堕ち調教 琴井しほり（6月7日、アタッカーズ）[7][17]
- 性欲旺盛な肉体労働者に犯された人妻（7月7日、アタッカーズ）
- 出張先の旅館で、人妻の部下と相部屋になってしまい…朝まで溺れるようにセックスしてしまった。（9月7日、アタッカーズ）
- ふすまの向こうに好きな人がいる。気づかれぬよう声を殺して大嫌いな義兄に犯される日々。（10月7日、アタッカーズ）
- 夫婦喧嘩の後の浮気心 隣人に抱かれにゆく人妻（11月7日、アタッカーズ）
- 僕は見てしまったんです…。密かに憧れていた奥さんが真昼間からセックスしているところを…。（12月7日、アタッカーズ）

2021年
- 息も出来ないくらいに抱きしめて。 密着不倫性交（1月7日、アタッカーズ）
- 舐め犯し 義父の欲望 7（2月7日、アタッカーズ）
- 隷従の契約（3月7日、アタッカーズ）
- 夜を使い果たして、朝陽が昇ってもずっとあなたと愛し合いたい 琴井しほり レズ解禁（11月9日、ビビアン）共演：森沢かな
- ザ・和姦11 犯●れた男に狂う妻（11月23日、ながえスタイル）

2022年
- 大嫌いな男に接吻され続けた妻（1月11日、ながえスタイル）
- 神熱AV女優を1日貸し切り、ひたすら本能の中出し交尾。 ACT.17（3月4日、プレステージ）
- 引退 フェードアウト人生にサヨナラするケジメのハメ撮り3本番（6月7日、kawaii*）

### VR
2020年
- 私の事、2番目でもいいから愛してくれませんか? 愛人秘書とやめられない濃厚不倫VR（8月28日、アタッカーズ）
- 媚薬で友達のお母さんをトロットロの敏感ボディーにしてみたら… 汗だくになって僕の身体を求めてきたVR（10月23日、アタッカーズ）

2021年
- アバンギャルドなセックスとのギャップが過激なはんなり年上彼女とのパコりまくり同棲生活（8月10日、kawaii*）

### イメージビデオ
※◎はBlu-ray版あり
- Shihori 淑女の季節/琴井しほり（2020年1月2日、REbecca）◎
- ヘアーヌード ～無修正・奇跡のアラサー・清楚系女子～（2020年12月26日、スパークビジョン）◎

## 出演

### テレビ
- ケンコバのバコバコTV（2019年、サンテレビ）コーナー出演

### 映画
- 小悪魔妻 美乳で誘う（2020年1月17日、オーピー映画）スミレ役[18]（主演）

### オリジナルビデオ
- セクシーメインディッシュ　三ツ星ボディとセクシーギョーザ（2020年7月3日、竹書房）[19]